# ヴァシーリイ・チャパーエフ (大型対潜艦)
「ヴァシーリイ・チャパーエフ」、「ワシーリイ・チャパーエフ」（ロシア語: «Васи́лий Чапа́ев»）は、ソビエト連邦で建造されたソビエト連邦海軍の 1 等大型対潜艦（большой противолодочный корабль 1 ранга）である。艦名は、ロシア内戦における労農赤軍の伝説的な英雄で、映画など大衆文化を通して有名であった V・I・チャパーエフを讃えたもの。先代の軽巡洋艦「チャパーエフ」から受け継いだ。

## 概要

### 建造と配備
1134-A 「ベールクト-A」設計大型対潜艦の 9 番艦となる「ヴァシーリイ・チャパーエフ」は、1970年6月11日付けで海軍艦船名簿に登録された。1973年12月22日にロシア・ソビエト連邦社会主義共和国・レニングラードの A・A・ジュダーノフ記念工場で起工した。工場番号は第729号であった。1974年11月28日に進水し、1976年11月30日に竣工した。
当初は、1976年12月24日付けの二重赤旗勲章受章バルト艦隊司令官第0171号指令により、同艦隊・第12ミサイル艦分艦隊に編入された。その後、艦は太平洋方面へ回航されることになったが、士官以下乗員が太平洋方面への転勤を拒否した。このような命令拒否は当時ソ連海軍において叛乱とみなされており、すぐに新しい艦長が任命され、乗員はウラジオストクから派遣されたメンバーで編成し直された。1977年2月2日付けで赤旗勲章受章太平洋艦隊へ編入された。

### 初期の活動
1977年には、姉妹艦「オクチャーブリスキイ提督」とともにインド洋における駐留任務を成功裏に遂行した。「ヴァシーリイ・チャパーエフ」は、ハバナ、シエンフエーゴス、ルアンダ、ボティアラ、マプト、アデンを実務・公式訪問した。12月16日から21日にかけては第8作戦艦隊の旗艦として、警備艦「レースキイ」とともにインド・ムンバイを実務訪問した。
1978年3月31日付けの赤旗勲章受章太平洋艦隊司令官第131号指令により、赤旗勲章受章太平洋艦隊・第10作戦艦隊・第201対潜艦戦隊に編入された。
中越戦争が発生すると、ソ連は友邦ベトナムを支援するため、速やかに艦隊を派遣した。戦争の行われた1979年2月から3月にかけて、「ヴァシーリイ・チャパーエフ」は指揮巡洋艦「セニャーヴィン提督」、ミサイル巡洋艦「フォーキン提督」、大型対潜艦「スポソーブヌイ」と「ストローギイ」、艦隊水雷艇「ヴォズブジュヂョーンヌイ」、警備艦「ラズャーシチイ」とともに、ベトナム支援のために派遣された。この作戦によって、 36 名の乗員が勇気とヒロイズムのために政府から受勲された。また、戦闘準備と水中盗聴の優秀さから、「ヴァシーリイ・チャパーエフ」は艦隊で最良の艦のひとつに選ばれた。
1982年5月8日から12日にかけては、警備艦「リヤーヌイ」とともにセーシェル・ヴィクトリアを公式訪問した。1982年には、インド洋で軍事任務を遂行した。任務は 9 か月にわたり、その間、インド、セーシェル、南イエメン、モザンビーク、ベトナムを歴訪した。

### 近代化改修と後期の活動
1983年には、ウラジオストクの船舶修理工場「ダリザヴォート」にて中期修理を受けた。その際、対潜ミサイル複合を従来の対潜専用の「メチェーリ」から対艦兼用の「ラストループ-B」へ更新した。さらに、前檣には衛星航法システム ADK-3M 「シュリュース」と宇宙通信複合 R-790 「ツナーミ-BM」が装備された。
1984年春には朝鮮民主主義人民共和国を訪問したが、その後ひと月にわたって朝鮮人民軍海軍の潜水艦の沈没地点に留まった。同年秋には、重航空巡洋艦「ノヴォロシースク」と警備艦、およびタンカーとともにハワイ諸島へ向かい、その後オホーツク海でアメリカ海軍の多目的原子力潜水艦の追跡任務を行った。その間、猛烈な嵐に見舞われた。1984年10月1日から10月3日にかけて、「ヴァシーリイ・チャパーエフ」はオホーツク海においてアメリカ海軍の原子力潜水艦に対する捜索作戦に従事した。捜索部隊には、重航空巡洋艦「ノヴォロシースク」、大型対潜艦「ニコラーエフ」、警備艦「ストロジェヴォーイ」、原子力潜水艦 K-242、 K-535、通常動力型潜水艦 B-855、 B-229、 B-404、それに Tu-142 と「ノヴォロシースク」搭載の Ka-27PL からなる航空部隊が参加した。艦隊は9月28日に出港したが、9月30日には「ヴァシーリイ・チャパーエフ」は非音響装置によって原子力潜水艦の航跡を発見した。10月2日には B-404 がパラムシル島とマカンルシ島のあいだの第4クリル海峡においてアメリカ海軍の原子力潜水艦を発見した。天候の悪化のため10月3日に作戦は完了とされ、10月5日にアニーヴァ湾で「ニコラーエフ」と「ヴァシーリイ・チャパーエフ」に物資を補給したのち、10月6日にはストレローク湾・ルードネフ入り江へ帰還した。
1985年2月には、重航空巡洋艦「ノヴォロシースク」、大型対潜艦「タリン」ならびに「タシュケント」とともに、原子力潜水艦 K-115 を標的に利用した対潜任務訓練に従事した。1985年3月29日から4月17日にかけて、太平洋艦隊は日本海からハワイ諸島、カムチャツカ半島までを視野に入れた大規模な指揮指令演習を行った。練習艦隊には、第10作戦艦隊の重航空巡洋艦「ノヴォロシースク」、大型対潜艦「ニコラーエフ」、「タシュケント」、「タリン」、「ヴァシーリイ・チャパーエフ」、警備艦「レーヴノスヌイ」、「ポルィーヴィストィイ」、原子力潜水艦 K-360 などが加わった。演習では、艦隊は 6430 海里の距離を航行した。1985年8月には、ベトナムを訪問した。同年9月から翌1986年9月にかけての期間、「ヴァシーリイ・チャパーエフ」はベトナム沿海域において軍事任務を遂行した。
1986年9月15日から9月17日にかけて、「ヴァシーリイ・チャパーエフ」は初めて実施された太平洋艦隊と朝鮮人民軍海軍東海艦隊との合同演習に参加した。演習は、「海上へ移動する揚陸部隊の撃破」であり、 V・V・シードロフ太平洋艦隊司令官が演習の指揮を取った。ソ連海軍からは、「ヴァシーリイ・チャパーエフ」のほかに大型対潜艦「タシュケント」、ミサイル艇 5 隻、補給船舶 3 隻、航空機 12 基が演習に参加し、羅先を根拠地として活動した。演習後、「ヴァシーリイ・チャパーエフ」はインド洋での駐留任務を継続した。この年、大型対潜艦「タシュケント」、「ヴァシーリイ・チャパーエフ」、警備艦「ゴルヂェリーヴィイ」、および第710独立艦載対潜ヘリコプター連隊からなる第10作戦艦隊の艦船捜索打撃群は、対潜行動の分野で最優秀であると表彰された。
1992年5月3日には、部品やシステム、武装の不足と修理工事の費用対効果の問題が原因で予備役に入れられた。その後、解体と売却を目的とした資金資産局または軍資産換金局への引渡しに関連し、1993年6月30日付けで武装解除され、海軍から除籍された。同日、姉妹艦の「イサーコフ提督」と「オクチャーブリスキイ提督」も除籍されている。同年12月31日付けで退役した。

## 舷側番号
その就役期間において、艦には以下のような舷側番号が記された。
- 570
- 239 （1974年）
- 405
- 545 （1979年）
- 549 （1982年）
- 511 （1983年）
- 590 （1990年）

## ギャラリー

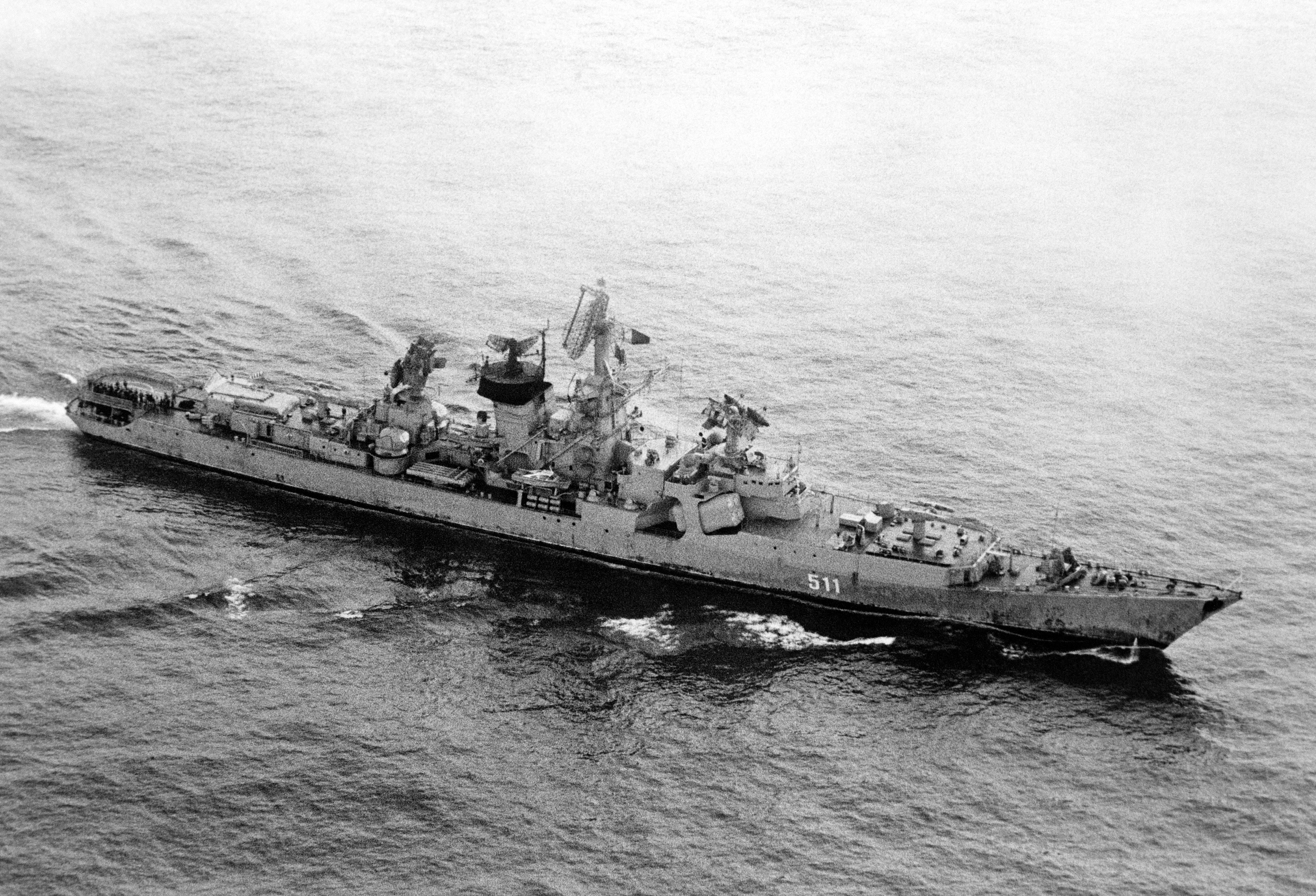
1983年1月24日に太平洋上で撮影された「ヴァシーリイ・チャパーエフ」。
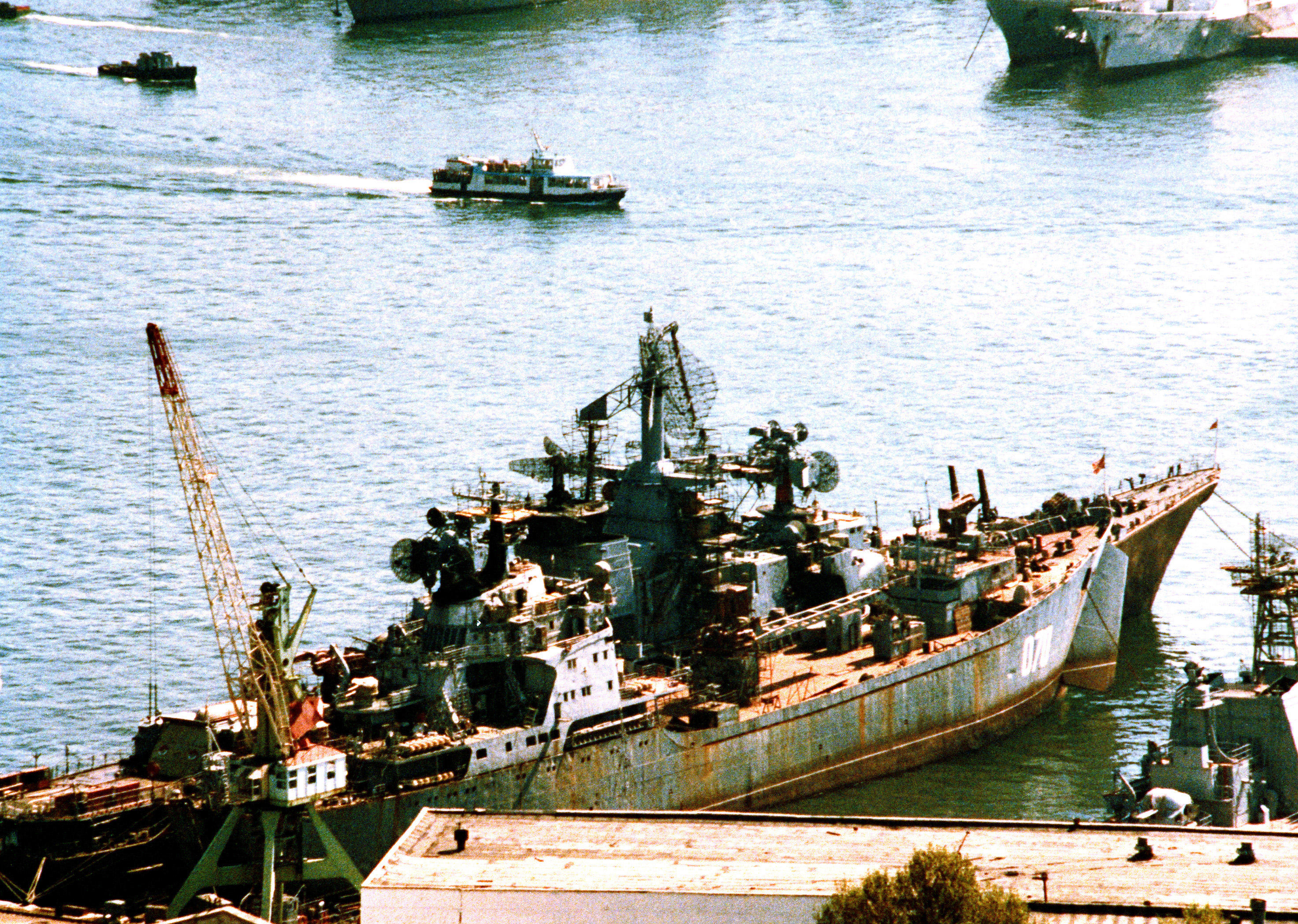
1990年9月、ウラジオストクで修理中の「ヴァシーリイ・チャパーエフ」（奥）と大型揚陸艦（ロシア語版）「ニコライ・ヴィルコーフ」。